# This Is a Standoff
This Is a Standoff va ser un grup canadenc de hardcore melòdic.
Format l'any 2007 per l'excantant i guitarrista, Steve Rawles, i l'exbateria, Graham Churchill, de Belvedere, juntament amb el guitarrista John Meloche i el baixista Corey Tapp (substituït el 2010 per Nick Kouremenos). Amb aquesta formació van publicar el seu primer disc, Be Excited, seguit d'una gira per Europa i el Canadà, al costat de bandes com Strike Anywhere, The Flatliners i Carpenter, i amb alguns concerts compartits amb Bad Religion i Lagwagon. L'any 2009 va aparèixer un nou disc, Be Disappointed, i el 2011 Be Delighted, un EP amb 5 temes nous. El 7 de febrer de 2012 es va anunciar la dissolució del grup al lloc web oficial de la banda i a la seva pàgina de Facebook. Això no obstant, el 2018 This Is a Standoff va realitzar una gira de reunió que va fer parada a la sala Razzmatazz de Barcelona.

## Discografia
- 2007: Be Excited
- 2009: Be Disappointed[5]
- 2011: Be Delighted